# Sumpter
Sumpter is een plaats (city) in de Amerikaanse staat Oregon, en valt bestuurlijk gezien onder Baker County.

## Demografie
Bij de volkstelling in 2000 werd het aantal inwoners vastgesteld op 171. In 2006 is het aantal inwoners door het United States Census Bureau geschat op 160, een daling van 11 (-6,4%).

## Geografie
Volgens het United States Census Bureau beslaat de plaats een oppervlakte van 5,6 km², geheel bestaande uit land. Sumpter ligt op ongeveer 1350 m boven zeeniveau.

## Plaatsen in de nabije omgeving
De onderstaande figuur toont nabijgelegen plaatsen in een straal van 36 km rond Sumpter.